# Simulium metecontae
Simulium metecontae es una especie de insecto del género Simulium, familia Simuliidae, orden Diptera.
Fue descrita científicamente por Elouard & Pilaka, 1996.